# Johann Gamberoni
Johann Gamberoni (* 28. April 1921 in Bozen; † 7. Dezember 2017 in Brixen) war ein italienischer Theologe aus Südtirol.

## Leben
Gamberoni begann nach seinem Abitur ein Studium der Philosophie und Theologie am Priesterseminar Brixen, das er nach zwei Jahren am Pontificium Collegium Germanicum et Hungaricum in Rom fortsetzte, wo er von 1942 bis 1948 blieb. Am 27. Oktober 1946 wurde er in Rom zum Priester geweiht. Nach einem kurzzeitigen Engagement als Kooperator in Sterzing setzte er seine Studien von 1949 bis 1952 am Päpstlichen Bibelinstitut in Rom und an der École biblique et archéologique française in Jerusalem fort.
Von 1952 an lehrte Gamberoni an der Philosophisch-Theologischen Hochschule in Brixen, während er gleichzeitig an seiner 1968 an der Universität Mainz eingereichten Habilitation arbeitete. Von 1971 bis 1986 war er Lehrstuhlinhaber der Professur Exegese des Alten Testamentes an der Theologischen Fakultät Paderborn. Nach seiner Emeritierung zog er wieder nach Südtirol zurück, wo er von 1983 bis 2003 als Präsident des Verlagshauses Athesia wirkte.

## Werke
- Der Verkehr der Katholiken mit den Häretikern, Grundsätzliches nach den Moralisten von der Mitte des 16. bis zur Mitte des 17. Jahrhunderts. Weger, Brixen 1950, OCLC 422149118 (zugleich Dissertation, Gregoriana 1948).
- Die Auslegung des Buches Tobias in der griechisch-lateinischen Kirche der Antike und der Christenheit des Westens bis um 1600 (= Studien zum Alten und Neuen Testament. Band 21). Kösel-Verlag, München 1969, OCLC 720173570 (zugleich Habilitationsschrift, Mainz 1968).
- Das Jahrhundert eines Priesters. Plaudereien aus zehn Lebensjahrzehnten. Athesia Verlag, Bozen 2015, ISBN 978-88-6839-106-5.